# G. Alvigini
G. Alvigini (Arquata Scrivia, 9 ottobre 1920 – ...) è stato un calciatore italiano, di ruolo centrocampista.

## Caratteristiche tecniche
Era una mezzala.

## Carriera
Nella stagione 1945-1946 mette a segno 4 reti in 15 presenze nel campionato di Serie B-C Alta Italia con la Vogherese; milita in seconda divisione con i rossoneri anche nella stagione 1946-1947, nella quale realizza 5 reti in 20 presenze nel Serie B 1946-1947. Viene riconfermato in rosa anche per la stagione 1947-1948, nella quale gioca altre 5 partite nel campionato cadetto.